# Eugênio Latour
Eugênio Latour (Río de Janeiro, 1874 - Río de Janeiro, 1942) fue un pintor y grabador brasileño. Sus obras son de temática social y mural además de paisajes y figuras femeninas. También realizó trabajos en el campo del grabado sobre metal y madera.
Estudió en la Escuela Nacional de Bellas Artes. Viajó a Europa en 1902 y 1910 instalándose en Florencia donde permaneció hasta 1941 como ciudadano italiano. Participó en varias ediciones del Salón Nacional de Bellas Artes entre 1899 y 1908, fue miembro del jurado del 23° Salón Nacional de Bellas artes de Porto Alegre, participó del 1° Salón Paulista de Bellas Artes en 1934.
Falleció en Río de Janeiro en 1942.